# Montbron
Ne doit pas être confondu avec Montbronn ou Montberon.
Montbron (prononcer [mɔ̃bʀɔ̃]) (Montberol en occitan limousin) est une commune du Sud-Ouest de la France, située dans le département de la Charente (région Nouvelle-Aquitaine).
Ses habitants sont les Montbronnais et les Montbronnaises.

## Géographie

### Localisation et accès
Montbron est située 27 km à l'est d'Angoulême, 3 km au nord-ouest de la Dordogne et 11 km au sud-ouest de la Haute-Vienne.
Montbron est aussi à 12 km de La Rochefoucauld, le bureau centralisateur de son canton depuis 2015, 20 km de Nontron, 41 km de Confolens, 56 km de Périgueux et 62 km de Limoges.
Les routes importantes sont la D 699 (Angoulême à Limoges par Saint-Mathieu), la D 16 (Confolens à Montmoreau par La Péruse, Marthon et Villebois-Lavalette) et la D 6 (Mansle, La Rochefoucauld, Montbron, et va vers Piégut-Pluviers, nommée D 91 en Dordogne).

### Hameaux et lieux-dits
L'habitat est très dispersé et il y a de nombreux hameaux, du nord au sud : Neuville, Chez Joubert, Vergnas, les Chaises, Puybon, Courtillas, Lavaud, Grignol sur la route d'Angoulême, Chez Marvaud, le Panisson, les Brousses, Chez Vincent, etc..

### Communes limitrophes
Montbron est limitrophe de dix autres communes dont une dans le département de la Dordogne. Au sud, son territoire est distant de 350 mètres de celui de Souffrignac.
Les communes limitrophes sont  Eymouthiers, Feuillade, Marthon, Mazerolles, Orgedeuil, Rouzède, Saint-Sornin, Varaignes, Vouthon et Écuras.
| Orgedeuil             | Mazerolles | Rouzède                           |
| Saint-Sornin, Vouthon | Montbron   | Écuras                            |
| Marthon               | Feuillade  | Eymouthiers, Varaignes (Dordogne) |

### Géologie et relief
Montbron est situé sur la première colline calcaire du Bassin aquitain (altitude 140 m) en descendant du Limousin (partie occidentale du Massif central, composée de roches cristallines et métamorphiques, relique de la chaîne hercynienne) qui est à l'est.
La Tardoire, qui passe au pied de la ville, à la Ville basse (altitude de 107 m), quitte le Massif central et arrive dans l'Angoumois calcaire. Le nord de la commune, flanc sud du massif de l'Arbre, est couvert d'argile à galets, avec un substrat tantôt de calcaire du Jurassique inférieur, tantôt de la roche métamorphique (micaschiste). La partie sud de la commune est du calcaire du Jurassique moyen (Bajocien) avec des colluvions et dépôts tertiaires de sable argileux sur les sommets,.
Pour un article plus général, voir Géologie de la Charente.
Au nord en allant vers Montembœuf est situé le massif de l'Arbre, qui culmine à 353 m (commune de Mazerolles). Le point culminant de la commune (287 m) est d'ailleurs sur son flanc, sur la D.16, en limite des communes de Mazerolles et Rouzède. Le point le plus bas est à 95 m d'altitude, situé le long de la Tardoire sur la limite ouest.

### Hydrographie

#### Réseau hydrographique
La commune est située dans le bassin versant de la Charente au sein du Bassin Adour-Garonne. Elle est drainée par la Tardoire, la Renaudie, le ruisseau de Brisebois, la Touille, le ruisseau du Moulin de Baraca et par divers petits cours d'eau, qui constituent un réseau hydrographique de 27 km de longueur totale,.
La commune est traversée d'est en ouest par la Tardoire, qui est un sous-affluent de la Charente, et qui passe à la Ville basse, comme est appelé localement le pied de la ville de Montbron. Longue de 114,05 km, la Tardoire prend sa source en Haute-Vienne dans la commune de Pageas et se jette dans la Bonnieure à Saint-Ciers-sur-Bonnieure après avoir arrosé 28 communes.
Dans la commune, la Tardoire reçoit sur sa rive droite deux affluents : la Renaudie, et la Touille, qui descendent du massif de l'Arbre.

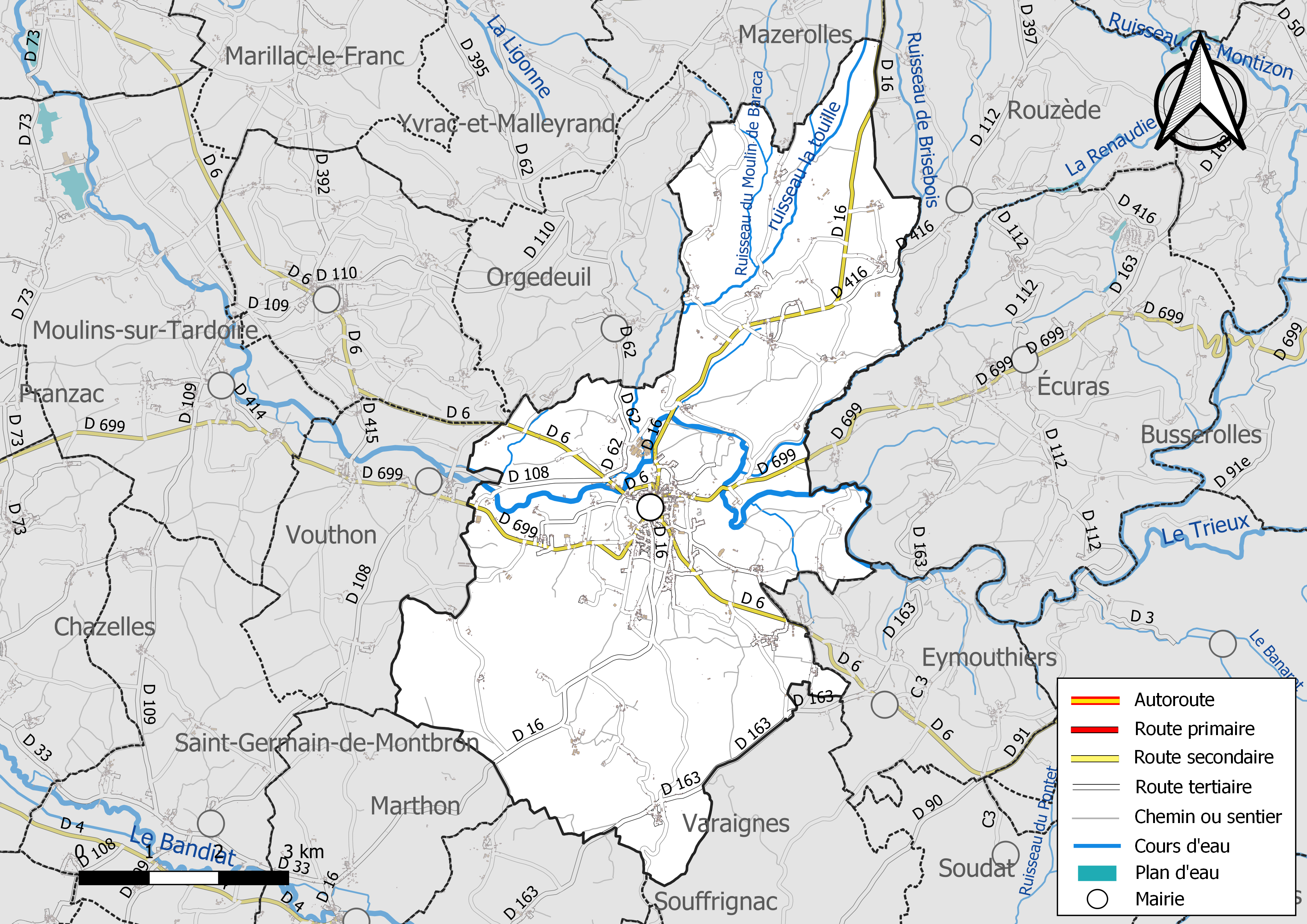
Réseaux hydrographique et routier de Montbron.
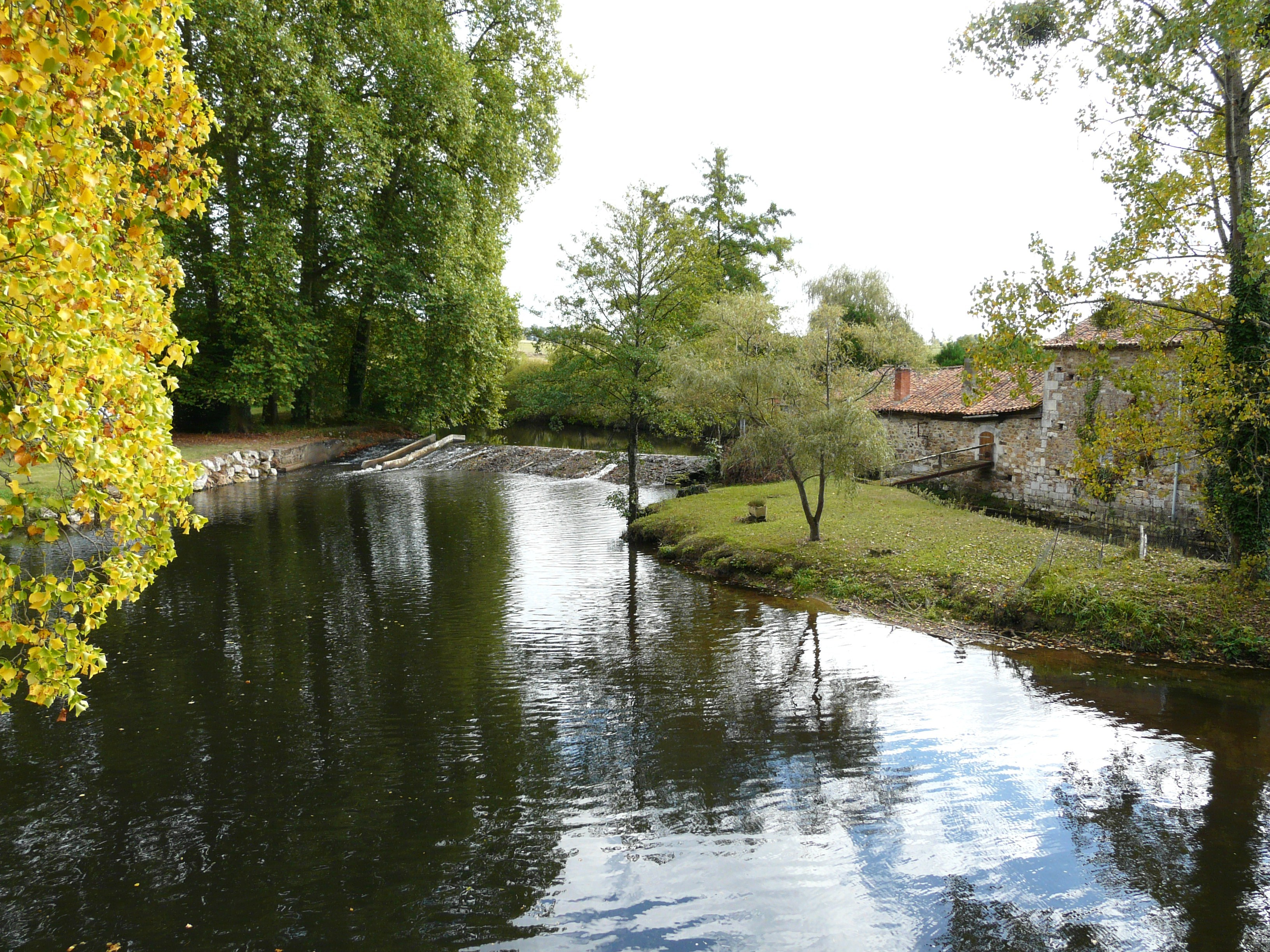
La Tardoire en amont du pont de Lavaud.
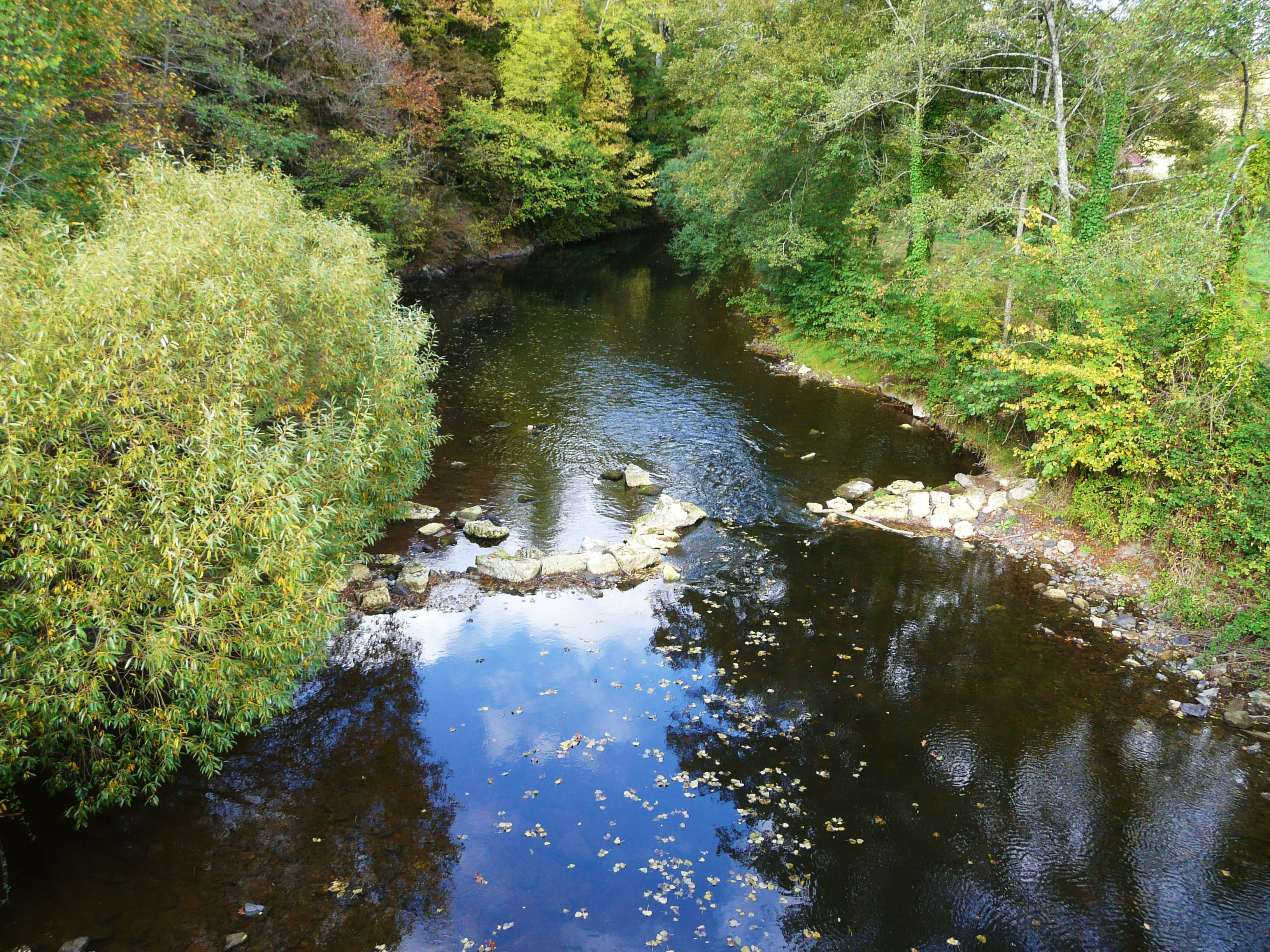
En aval du pont de Menet.
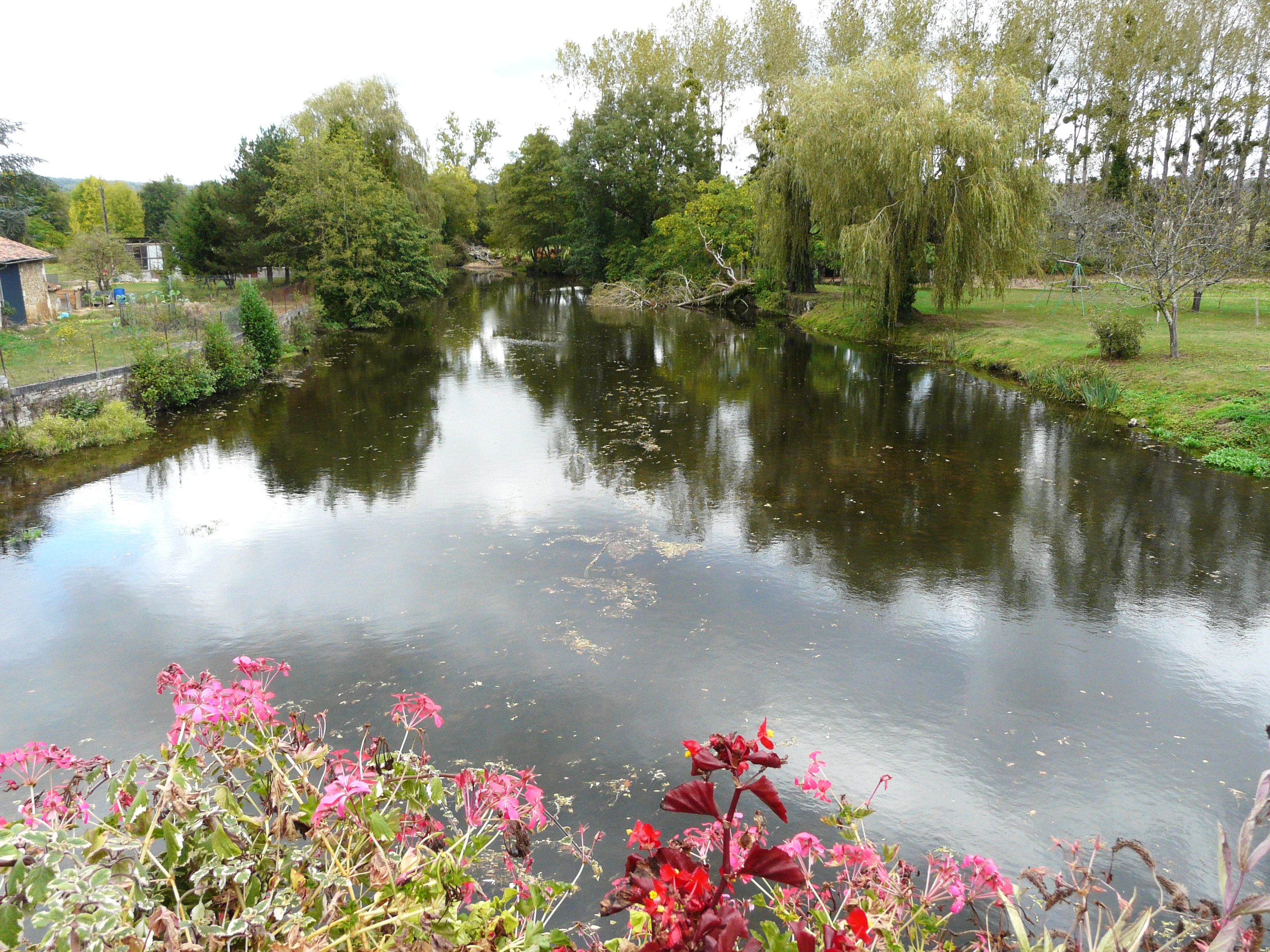
Au pont de la RD 6.
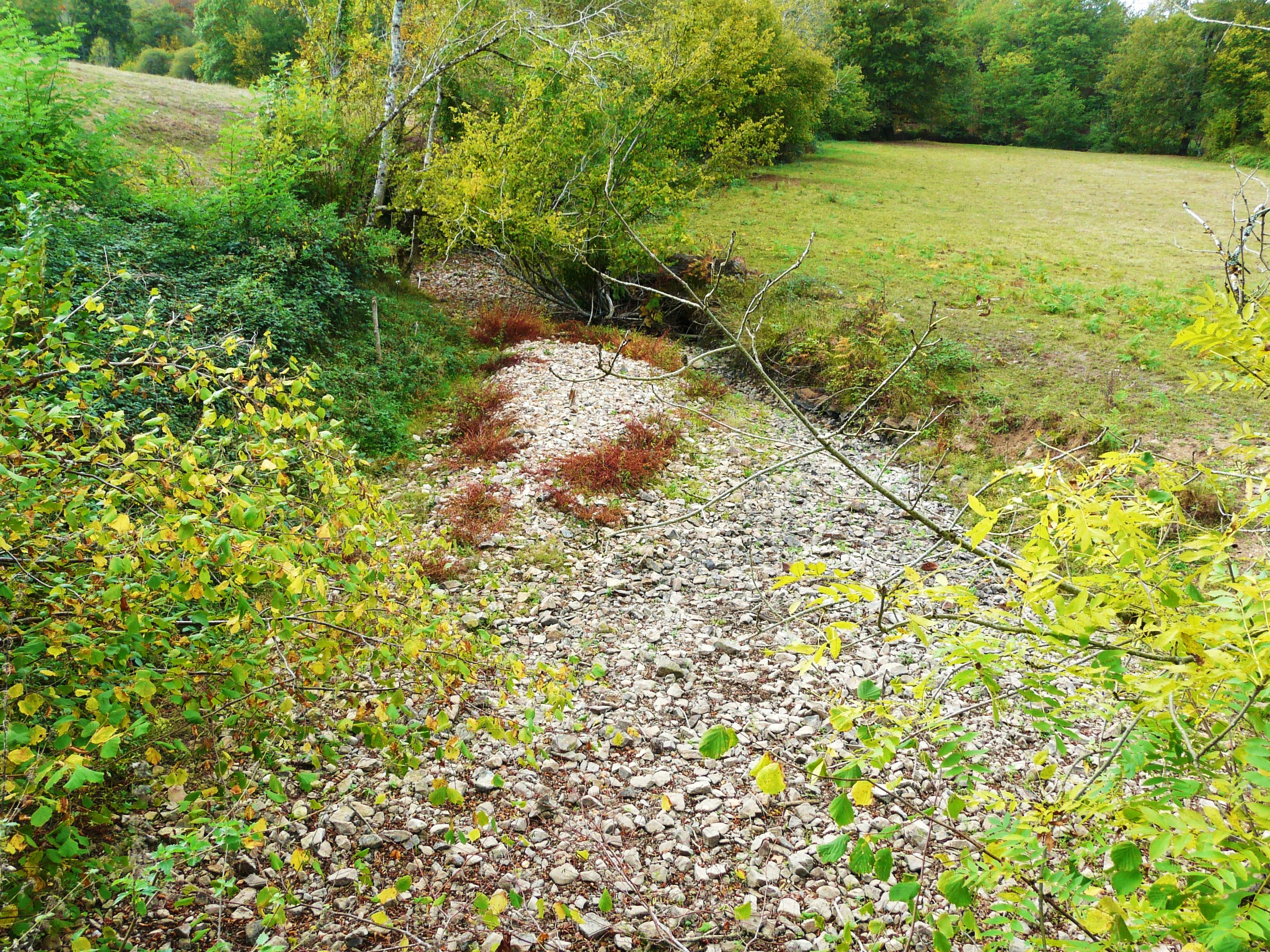
Le lit de la Renaudie à sec (octobre 2009).

#### Gestion des eaux
Le territoire communal est couvert par le schéma d'aménagement et de gestion des eaux (SAGE) « Charente ». Ce document de planification, dont le territoire correspond au bassin de la Charente, d'une superficie de 9 300 km2, a été approuvé le 19 novembre 2019. La structure porteuse de l'élaboration et de la mise en œuvre est l'établissement public territorial de bassin Charente. Il définit sur son territoire les objectifs généraux d’utilisation, de mise en valeur et de protection quantitative et qualitative des ressources en eau superficielle et souterraine, en respect des objectifs de qualité définis dans le troisième SDAGE  du Bassin Adour-Garonne qui couvre la période 2022-2027, approuvé le 10 mars 2022.

### Climat
Comme dans les trois quarts sud et ouest du département, le climat est océanique aquitain, légèrement dégradé aux abords du Massif central. La station météorologique départementale est située à Cognac.
| Mois                              | jan. | fév.  | mars  | avril | mai   | juin  | jui.  | août  | sep.  | oct. | nov. | déc. | année   |
| --------------------------------- | ---- | ----- | ----- | ----- | ----- | ----- | ----- | ----- | ----- | ---- | ---- | ---- | ------- |
| Température minimale moyenne (°C) | 2    | 2,8   | 3,8   | 6,2   | 9,4   | 12,4  | 14,4  | 14    | 12,1  | 8,9  | 4,7  | 2,6  | 7,8     |
| Température moyenne (°C)          | 5,4  | 6,7   | 8,5   | 11,1  | 14,4  | 17,8  | 20,2  | 19,7  | 17,6  | 13,7 | 8,6  | 5,9  | 12,5    |
| Température maximale moyenne (°C) | 8,7  | 10,5  | 13,1  | 15,9  | 19,5  | 23,1  | 26,1  | 25,4  | 23,1  | 18,5 | 12,4 | 9,2  | 17,7    |
| Ensoleillement (h)                | 80   | 103,9 | 153,3 | 184,5 | 204,9 | 239,6 | 276,4 | 248,3 | 199,4 | 159  | 96,8 | 78,8 | 2 024,9 |
| Précipitations (mm)               | 80,4 | 67,3  | 65,9  | 68,3  | 71,6  | 46,6  | 45,1  | 50,2  | 59,2  | 68,6 | 79,8 | 80   | 783,6   |

### Végétation
La végétation se compose de bois de chênes, ou châtaigniers sur les hauteurs décalcifiées occupées par un terrain tertiaire de nature détritique. On pratique la polyculture (céréales, colza, tournesol, quelques vignes), et l'élevage de vaches limousines (vallée de la Tardoire ou contreforts du Limousin).

## Urbanisme

### Typologie
Au 1er janvier 2024, Montbron est catégorisée bourg rural, selon la nouvelle grille communale de densité à 7 niveaux définie par l'Insee en 2022.
Elle est située hors unité urbaine et hors attraction des villes,.

### Occupation des sols
L'occupation des sols de la commune, telle qu'elle ressort de la base de données européenne d’occupation biophysique des sols Corine Land Cover (CLC), est marquée par l'importance des territoires agricoles (67,7 % en 2018), en diminution par rapport à 1990 (69 %). La répartition détaillée en 2018 est la suivante : 
prairies (34,7 %), forêts (28,3 %), zones agricoles hétérogènes (24,7 %), terres arables (8,3 %), zones urbanisées (3,1 %), zones industrielles ou commerciales et réseaux de communication (1 %). L'évolution de l’occupation des sols de la commune et de ses infrastructures peut être observée sur les différentes représentations cartographiques du territoire : la carte de Cassini (XVIIIe siècle), la carte d'état-major (1820-1866) et les cartes ou photos aériennes de l'IGN pour la période actuelle (1950 à aujourd'hui).

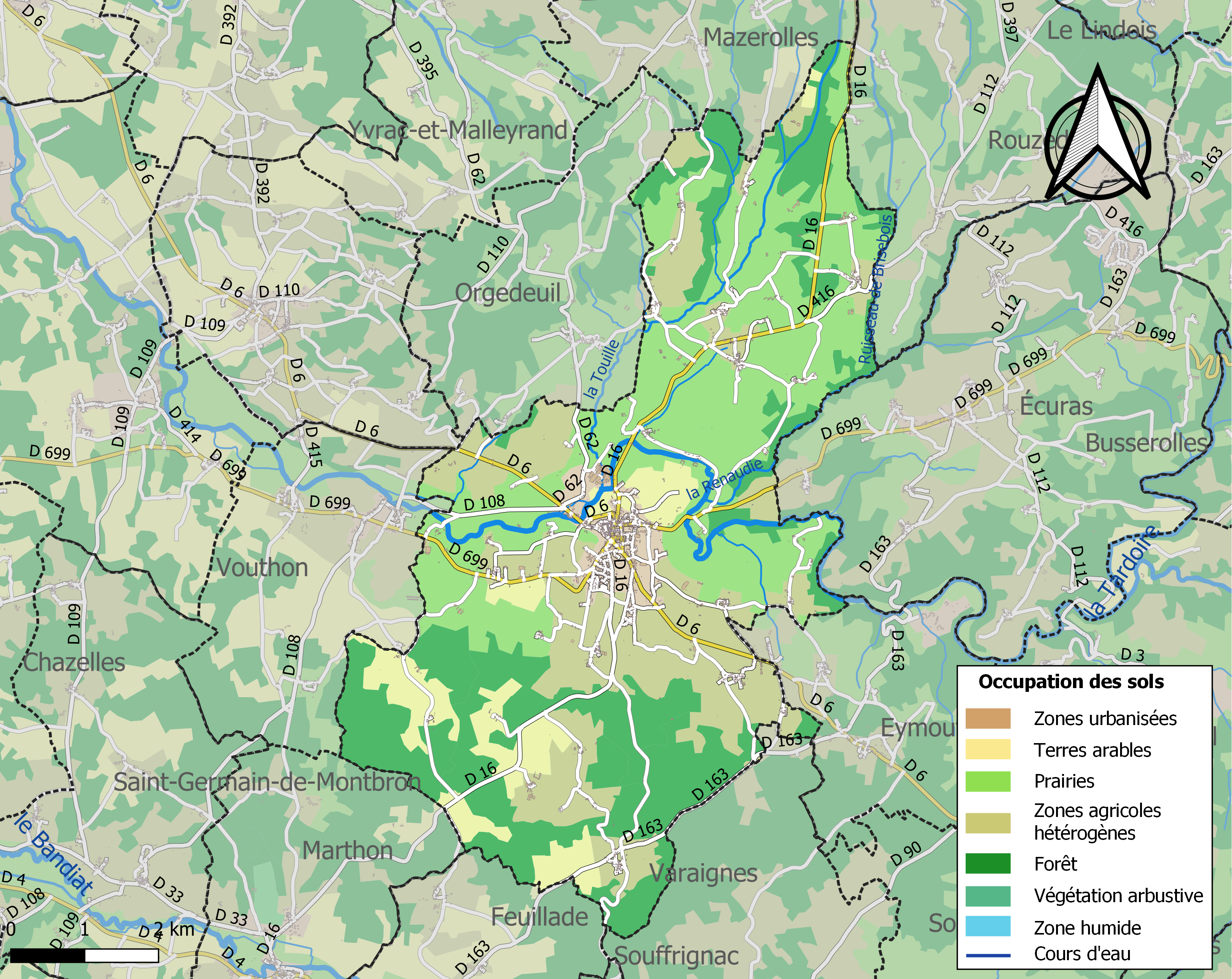
Carte des infrastructures et de l'occupation des sols de la commune en 2018 (CLC).

### Risques majeurs
Le territoire de la commune de Montbron est vulnérable à différents aléas naturels : météorologiques (tempête, orage, neige, grand froid, canicule ou sécheresse), inondations et séisme (sismicité faible). Il est également exposé à un risque technologique, le transport de matières dangereuses, et à un risque particulier : le risque de radon. Un site publié par le BRGM permet d'évaluer simplement et rapidement les risques d'un bien localisé soit par son adresse soit par le numéro de sa parcelle.

#### Risques naturels
Certaines parties du territoire communal sont susceptibles d’être affectées par le risque d’inondation par débordement de cours d'eau, notamment la Tardoire. La commune a été reconnue en état de catastrophe naturelle au titre des dommages causés par les inondations et coulées de boue survenues en 1982, 1983, 1993 et 1999,.

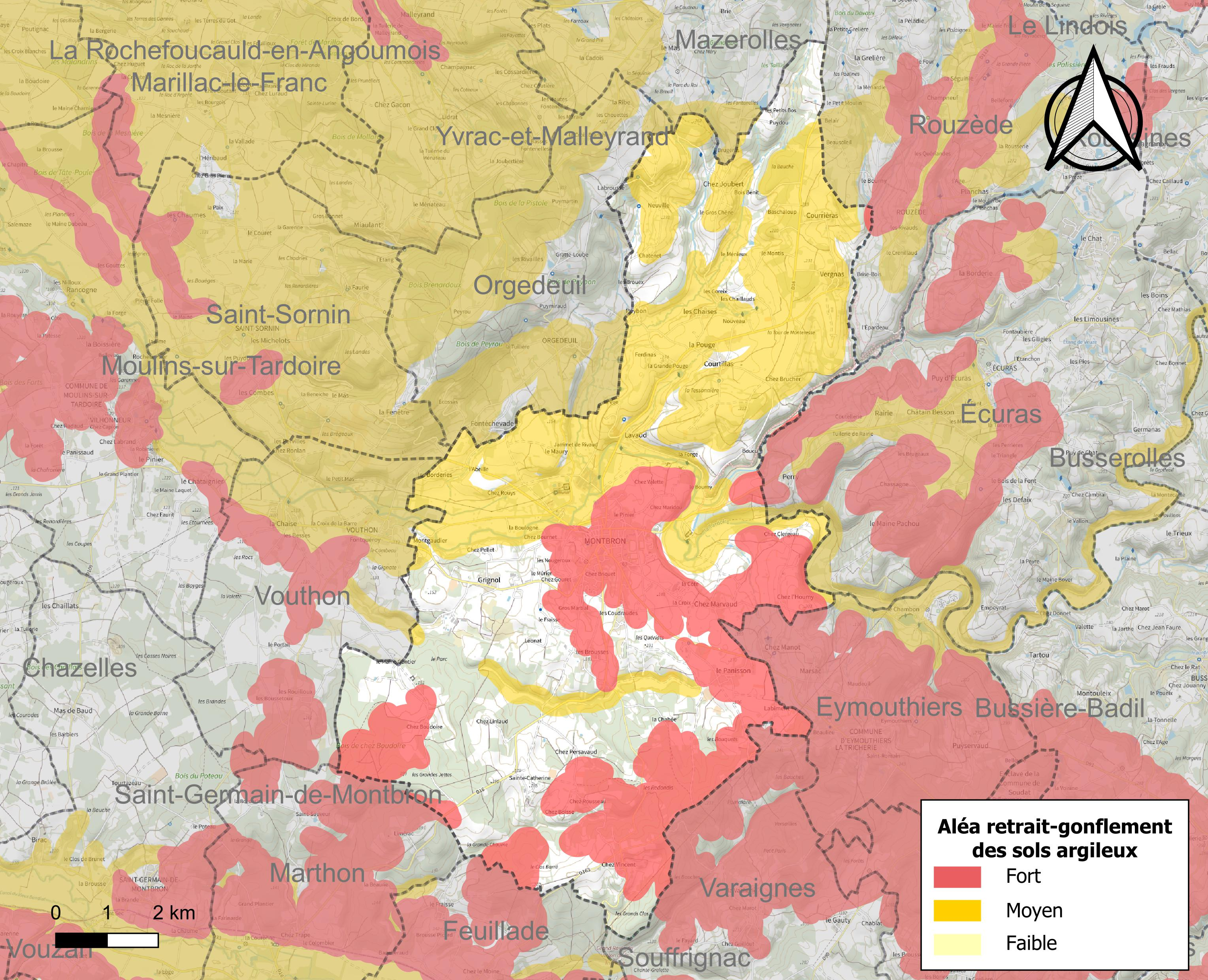
Carte des zones d'aléa retrait-gonflement des sols argileux de Montbron.

Le retrait-gonflement des sols argileux est susceptible d'engendrer des dommages importants aux bâtiments en cas d’alternance de périodes de sécheresse et de pluie. 63,7 % de la superficie communale est en aléa moyen ou fort (67,4 % au niveau départemental et 48,5 % au niveau national). Sur les 1 182 bâtiments dénombrés sur la commune en 2019, 1 008 sont en aléa moyen ou fort, soit 85 %, à comparer aux 81 % au niveau départemental et 54 % au niveau national. Une cartographie de l'exposition du territoire national au retrait gonflement des sols argileux est disponible sur le site du BRGM,.
Par ailleurs, afin de mieux appréhender le risque d’affaissement de terrain, l'inventaire national des cavités souterraines permet de localiser celles situées sur la commune.
Concernant les mouvements de terrains, la commune a été reconnue en état de catastrophe naturelle au titre des dommages causés par la sécheresse en 2003, 2011 et 2019 et par des mouvements de terrain en 1999.

#### Risques technologiques
Le risque de transport de matières dangereuses sur la commune est lié à sa traversée par une ou des infrastructures routières ou ferroviaires importantes ou la présence d'une canalisation de transport d'hydrocarbures. Un accident se produisant sur de telles infrastructures est susceptible d’avoir des effets graves sur les biens, les personnes ou l'environnement, selon la nature du matériau transporté. Des dispositions d’urbanisme peuvent être préconisées en conséquence.

#### Risque particulier
Dans plusieurs parties du territoire national, le radon, accumulé dans certains logements ou autres locaux, peut constituer une source significative d’exposition de la population aux rayonnements ionisants. Certaines communes du département sont concernées par le risque radon à un niveau plus ou moins élevé. Selon la classification de 2018, la commune de Montbron est classée en zone 3, à savoir zone à potentiel radon significatif.

## Toponymie
Les formes anciennes latinisées sont semblables entre elles : Monte Berulfi en 1168, Mons Berulphi, Monte Berulphi au XIIIe siècle, Monte Berulfo en 1030-1044.
Au XVIIIe siècle, sur la carte de Cassini, la ville est identifiée sous le nom de Mont Beron.
L'origine du nom de Montbron remonterait au latin mons, « colline », et à un nom de personne franc ou germanique Berulf.

### Langues
La commune est dans la partie occitane de la Charente qui en occupe le tiers oriental, et le dialecte est limousin.
Elle s‘écrit Montberol en occitan (prononcer [mɔ̃be’ru]). La prononciation au XIXe siècle, écrite « à la française », était Montbérou.

## Histoire

### Préhistoire et Antiquité
Ces lieux étaient habités dès la Préhistoire comme en témoignent le crâne (présent au musée de l'Homme à Paris) ainsi que divers ossements humains et réalisations humaines trouvés dans la grotte de Montgaudier (distante de 2 km) et visible dans le musée du vieux château de Montbron.
À la grotte de Fontéchevade en limite d'Orgedeuil ont aussi été retrouvés quelques vestiges de la période de La Tène III.
Un vestige de villa romaine (pars urbana) a aussi été trouvé sur le plateau entre Lavaud et Courtillas. Un fragment de mosaïque est au musée archéologique d'Angoulême.

### Moyen Âge
L'histoire du bourg commence vraisemblablement avec un oppidum romain, puis, au VIe siècle, avec un chef franc (dux), Berulphus, qui donne son nom au fortin installé sur le monticule surplombant et gardant une boucle de la Tardoire. D'après Grégoire de Tours, Berulphus était installé par Chilpéric Ier, le roi des Francs dans cette Aquitaine nouvellement conquise, pour résister aux troupes de son frère Sigebert.
Bien avant le Xe siècle, Montbron était déjà une baronnie importante qui exerçait sa juridiction sur 19 paroisses. Ses seigneurs avaient droit de haute, moyenne et basse justice et ne reconnaissaient comme suzerains que les évêques d'Angoulême. Lors de l'intronisation d'un nouvel évêque, les quatre pieds du trône étaient portés par les deux roches et les deux monts de l'Angoumois, à savoir les seigneurs de Montmoreau, La Rochefoucauld, La Rochechandry, et Montbron (pied arrière gauche).
D'après la chronique d'Aymar de Chabanais, les premiers seigneurs de Montbron furent des guerriers, auxquels les premiers comtes non héréditaires d'Angoulême confièrent ce poste. Ces seigneurs succombèrent à la guerre meurtrière que mena Waïfre, duc d'Aquitaine, pour conserver son indépendance.
Une nouvelle famille s'établit alors, dont le premier membre connu est Robert Ier de Montberon, qui peut être considéré comme le véritable fondateur de la famille de Montberon (alias de Montbron). Lui et ses descendants, Robert II et Robert III, furent des fidèles alliés des comtes d'Angoulême dans leurs luttes contre leurs voisins ou les ducs d'Aquitaine.
Au cours du Moyen Âge, Montbron se trouvait sur un itinéraire secondaire est-ouest fréquenté par les pèlerins qui allaient au sanctuaire de Saint-Jacques-de-Compostelle et aux reliques de saint Eutrope à Saintes. De nombreuses épidémies et particulièrement la lèpre faisaient beaucoup de victimes comme l'atteste la présence de la chapelle des Lépreux.
Les puissants barons,,,, protégèrent la ville de Montbron par une enceinte murale flanquée de tours et percée de cinq portes : portes de la Cahue, du Prestin, de Fer, de la Fontaine et des Brébines.
Robert VI de Montberon, son fils (qu'on trouve aussi décomposé en deux générations, c'est-à-dire en Robert VI, père de Robert VII, † vers 1364), refusa la rétrocession du territoire aux Anglais lors du traité de Brétigny en 1360 et soutint le roi de France. Le fils de Robert VI ou VII, le baron Jacques Ier de Montbron (né vers 1350-† 1422) servit le roi dans l'ombre du connétable de Sancerre, puis se rallia au camp bourguignon qui le fit maréchal lors des débuts de la guerre civile entre Armagnacs et Bourguignons. Il épousa en 1408 Marguerite de Sancerre (vers 1355-1418), dont il fut le quatrième mari, après avoir d'abord convolé avec Marie de Maulévrier d'Avoir. Son fils Jacques II (fils de Marie de Maulévrier, comme ses frère et sœurs ; nous ne donnons ci-après qu'une généalogie simplifiée), sire d'Azay après son père le maréchal, prit clairement le parti des Anglais d'Henri VI, et le donjon fut rasé par le roi de France Charles VII en signe d'infamie ; Jacques II fit plus tard sa soumission au roi Charles VII et chassa les Anglais de Montbron. Sa sœur Catherine de Montberon épousa en 1416 Renaud VI ou VII de Pons.
Le frère de Jacques II et Catherine, François Ier de Montb(e)ron († vers 1470 ; autre fils du maréchal Jacques Ier), baron de Maulévrier et d'Avoir, prince de Didonne, père de François II, continua cette lutte jusqu'en 1453, fin de la présence anglaise dans la région ; François père et fils devinrent vicomtes d'Au(l)nay, barons de Matha, princes de Mortagne, sires de Chef-Boutonne et de Fontaine-Chalendray, par le mariage de François Ier avec Louise de Clermont (-Nesle), petite-fille paternelle du maréchal Jean de Clermont et de Marguerite de Mortagne d'Aunay, et petite-fille maternelle d'Archambaud V de Périgord et de Louise de Matha (dont la tante Yolande de Matha était d'ailleurs la mère du maréchal Jacques Ier de Montbron). 
- François II de Montb(e)ron († 1476) eut de son épouse Jeanne de Vendôme du Lude et de Segré (mariée avant 1440 ; arrière-arrière-petite-fille de Bouchard VI), une postérité qui continua les barons de Matha et de Maulévrier, vicomtes d'Aunay (sans Montbron, vendu en 1471 à la comtesse d'Angoulême), par leur fils Eustache de Montb(e)ron († après 1502), mari de Marguerite d'Estuer/de Stuer de Saint-Mégrin et père de : 
  - Christophe († ap. 1519), vicomte d'Au(l)nay, baron de Maulévrier — qu'il doit céder en 1505/1513 aux Gouffier — prétendant au comté de Périgord, sans postérité
  - Jeanne, x Jacques II de Chabannes ; Blanche, x Gilles de Tranchelion de Palluau ; Marie, x Geoffroy de Balsac de Montmorillon
  - Adrian/Adrien († ap. 1538), baron de Matha et de Thors, puis vicomte d'Aulnay (que le roi François saisit car il fut un partisan du connétable de Bourbon) : de sa femme Marguerite d'Archiac — fille héritière de Jacques d'Archiac — il enfanta : 
    - François (III) (il teste en 1545), baron d'Archiac et de Matha, époux de Marie-Jeanne de Montpezat : parents de René de Montbron († en 1558 à 18 ans à Gravelines sans postérité de Madeleine du Fou), et de Jacquette de Montb(e)ron († 1598), femme en 1558 d'André de Bourdeille(s) (1520-1582 ; frère aîné de Brantôme) : d'où la suite des barons de Matha, et des barons puis marquis (mai 1609) d'Archiac ;
    - Jean, sgr. de Thors, marié à Gabrielle de Pierre-Buffières : d'où Judith de Montbron, dame de Thors, Blansac, Prignac, St-Julien, Ardenac..., épouse de Jacques de Pons de la Caze, sire de Marsan en partie († ap. 1605) ;
- alors que le frère cadet de François II, Guichard de Montberon, par son fils René de Montbron (fils de Catherine Martel de Beaumont et mari de Louise de Sainte-Maure, fille de Renaud de Sainte-Maure-Montausier, baron de Jonzac et de Mosnac), continua les princes de Mortagne et barons d'Avoir ;
- François II et Guichard de Mortagne avaient un frère, Louis de Fontaine-Chalendray (voir plus loin ; père de Marie de Montbron qui épouse en 1498 Gauthier II de Pérusse des Cars, neveu de Gauthier Ier ci-après),
- et plusieurs sœurs, dont : Guillemette, x Jean II de Mau(l)mont de Tonnay-Boutonne ; Jeanne, x Jean II de Clermont-Dampierre ; Yolande, x Michel Jouvenel des Ursins de La Chapelle-Gauthier ; Marie, dame de Chef-Boutonne, dernière femme vers 1440 de Jean V Malet de Graville ; Andrée de Montbron, dame de Varaignes, qui maria Gauthier Ier de Pérusse des Cars.

.
En septembre 1471, François II de Montbron, endetté par cette guerre, dut vendre sa terre de Montbron à Marguerite de Rohan, comtesse d'Angoulême et veuve du bon comte Jean, pour 10 000 écus. Elle fit reconstruire le château dont quelques parties subsistent encore.

### Ancien Régime
Après Marguerite de Rohan, la baronnie de Montbron passa aux mains de sa bru Louise de Savoie, femme de Charles d'Angoulême et mère de François Ier. En 1526, cette terre fut constituée en dot à sa nièce, Madeleine de Savoie, qui épousa le connétable Anne de Montmorency, passant ainsi dans la Maison de Montmorency.
Lors des guerres de religion, vers 1577, des bandes de paysans accourus des environs de Châlus chassent une troupe de protestants de Montbron, dont ils s'étaient emparés avec un nommé Gore à leur tête. Les protestants avaient capitulé, mais un grand nombre des leurs furent massacrés.
Cette année, René de Volvire, baron de Ruffec, a contribué à reprendre Montbron aux protestants. En 1589 Henri III lui témoigne, par lettres de sauvegarde, qu'il lui sait « tout bon gré ».
La paix revenue après ces dernières guerres, les habitants quittèrent en partie la ville pour habiter dans les villages alentour.
Cette terre était du domaine des comtes d'Angoulême de la Maison de Lusignan, et était donnée en partage à un puîné de cette famille. Au XVIIe siècle, Jean de Montberon, comte de Fontaine (issu de Louis de Fontaine-Chalendray, frère puîné de François II et de Guichard de Montbron ci-dessus), qui descendait des seigneurs de cette maison, portait les anciennes armes des Lusignan. Gabriel de Montmorency, fils d'Anne de Montmorency, portait le nom de baron de Montbron. Il fut tué à l'âge de 21 ans à la bataille de Dreux.
En 1624, Montbron passa par acquisition dans la maison de Loménie de Brienne. La terre fut érigée en comté en faveur d'Henri-Auguste de Loménie la même année. En 1699, elle fut vendue à Étienne Chérade, lieutenant général de la sénéchaussée d'Angoumois et maire d'Angoulême, et érigée de nouveau en comté en faveur de son petit-fils Adrien Chérade, par lettres patentes de 1776 portant réunion de la baronnie de Marthon audit comté. Ce dernier comte de Montbron fut dépossédé à la Révolution.

### Temps modernes
Pendant la première moitié du XXe siècle, la commune était desservie par la petite ligne ferroviaire d'intérêt local à voie métrique des Chemins de fer économiques des Charentes allant d'Angoulême à Roumazières appelée le Petit Mairat.
Au début du XXe siècle, l'industrie dans la commune était représentée par une fabrique de feutres pour papeterie de MM. Bricq et Cie. D'importantes foires avaient lieu le 1er du mois.

## Démographie

### Évolution démographique
L'évolution du nombre d'habitants est connue à travers les recensements de la population effectués dans la commune depuis 1793. Pour les communes de moins de 10 000 habitants, une enquête de recensement portant sur toute la population est réalisée tous les cinq ans, les populations de référence des années intermédiaires étant quant à elles estimées par interpolation ou extrapolation. Pour la commune, le premier recensement exhaustif entrant dans le cadre du nouveau dispositif a été réalisé en 2005.

En 2022, la commune comptait 1 995 habitants, en évolution de −2,35 % par rapport à 2016 (Charente : −0,48 %, France hors Mayotte : +2,11 %).
| 1793  | 1800  | 1806  | 1821  | 1831  | 1841  | 1846  | 1851  | 1856  |
| ----- | ----- | ----- | ----- | ----- | ----- | ----- | ----- | ----- |
| 2 668 | 3 101 | 2 980 | 3 136 | 3 172 | 3 189 | 3 276 | 3 331 | 3 152 |

| 1861  | 1866  | 1872  | 1876  | 1881  | 1886  | 1891  | 1896  | 1901  |
| ----- | ----- | ----- | ----- | ----- | ----- | ----- | ----- | ----- |
| 3 240 | 3 300 | 3 168 | 3 264 | 3 323 | 3 426 | 3 135 | 3 027 | 2 983 |

| 1906  | 1911  | 1921  | 1926  | 1931  | 1936  | 1946  | 1954  | 1962  |
| ----- | ----- | ----- | ----- | ----- | ----- | ----- | ----- | ----- |
| 3 005 | 2 729 | 2 461 | 2 552 | 2 530 | 2 563 | 2 695 | 2 433 | 2 469 |

| 1968  | 1975  | 1982  | 1990  | 1999  | 2005  | 2006  | 2010  | 2015  |
| ----- | ----- | ----- | ----- | ----- | ----- | ----- | ----- | ----- |
| 2 383 | 2 541 | 2 604 | 2 422 | 2 241 | 2 193 | 2 145 | 2 158 | 2 060 |

| 2020  | 2022  | - | - | - | - | - | - | - |
| ----- | ----- | - | - | - | - | - | - | - |
| 2 001 | 1 995 | - | - | - | - | - | - | - |

### Pyramide des âges
La population de la commune est relativement âgée.
En 2018, le taux de personnes d'un âge inférieur à 30 ans s'élève à 23,7 %, soit en dessous de la moyenne départementale (30,2 %). À l'inverse, le taux de personnes d'âge supérieur à 60 ans est de 44,5 % la même année, alors qu'il est de 32,3 % au niveau départemental.
En 2018, la commune comptait 959 hommes pour 1 058 femmes, soit un taux de 52,45 % de femmes, légèrement supérieur au taux départemental (51,59 %).
Les pyramides des âges de la commune et du département s'établissent comme suit.
| Hommes | Classe d’âge | Femmes |
| ------ | ------------ | ------ |
| 2,1    | 90 ou +      | 6,0    |
| 13,8   | 75-89 ans    | 18,8   |
| 24,1   | 60-74 ans    | 24,0   |
| 21,0   | 45-59 ans    | 18,0   |
| 12,4   | 30-44 ans    | 12,3   |
| 12,3   | 15-29 ans    | 11,3   |
| 14,4   | 0-14 ans     | 9,6    |

| Hommes | Classe d’âge | Femmes |
| ------ | ------------ | ------ |
| 1      | 90 ou +      | 2,7    |
| 9,2    | 75-89 ans    | 12     |
| 20,6   | 60-74 ans    | 21,3   |
| 20,7   | 45-59 ans    | 20,3   |
| 16,8   | 30-44 ans    | 16     |
| 15,6   | 15-29 ans    | 13,4   |
| 16,1   | 0-14 ans     | 14,3   |

## Économie
Le secteur de la maroquinerie de luxe est en plein essor depuis l'installation en 2012 de l'entreprise Hermès. Son unité montbronnaise, dont les nouveaux locaux de 5 500 m2 sont inaugurés en juin 2015, compte 175 salariés et pourrait atteindre à terme les 280.

## Équipements, services et vie locale

### Enseignement
Le collège d'enseignement secondaire François-Mitterrand regroupe 250 à 280 élèves de la 6e à la 3e répartis dans 12 classes.
Montbron possède une école primaire, François-Marvaud, comprenant six classes dont une classe d'intégration scolaire (CLIS), ainsi que trois classes de maternelle.

## Culture locale et patrimoine

### Lieux et monuments

#### Patrimoine religieux

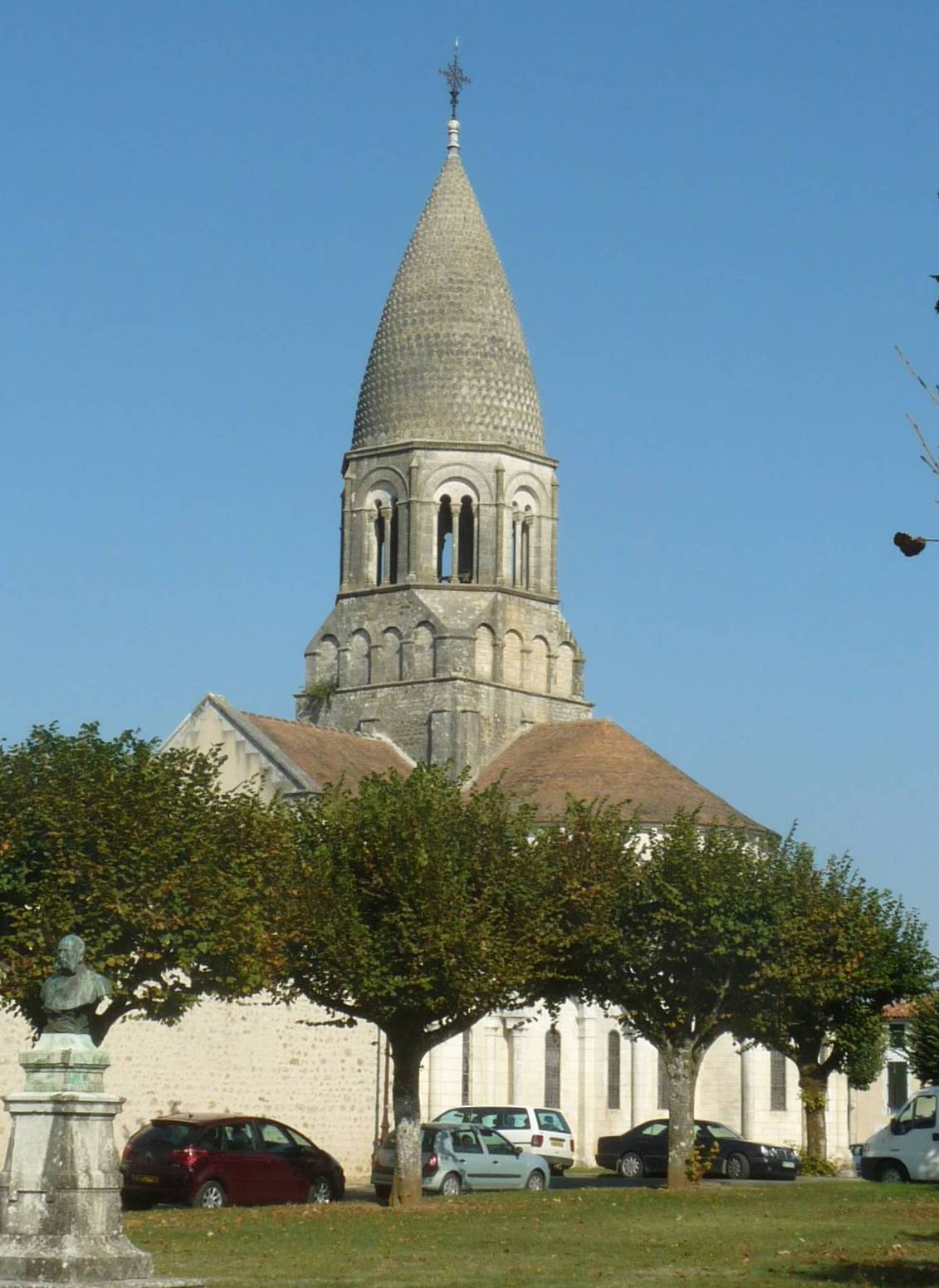
L'église Saint-Maurice.

Plusieurs bâtiments religieux sont édifiés sur la commune de Montbron :
- l'église paroissiale Saint-Maurice est une église romane du XIIe siècle, rénovée au XIXe siècle et classée monument historique en 1862[58] ;
- la chapelle Notre-Dame du Bon Secours (connue sous le nom de chapelle des Lépreux) ;
- la chapelle Sainte-Marthe située à côté de la mairie ;
- la lanterne des morts dans l'ancien cimetière.

#### Patrimoine civil

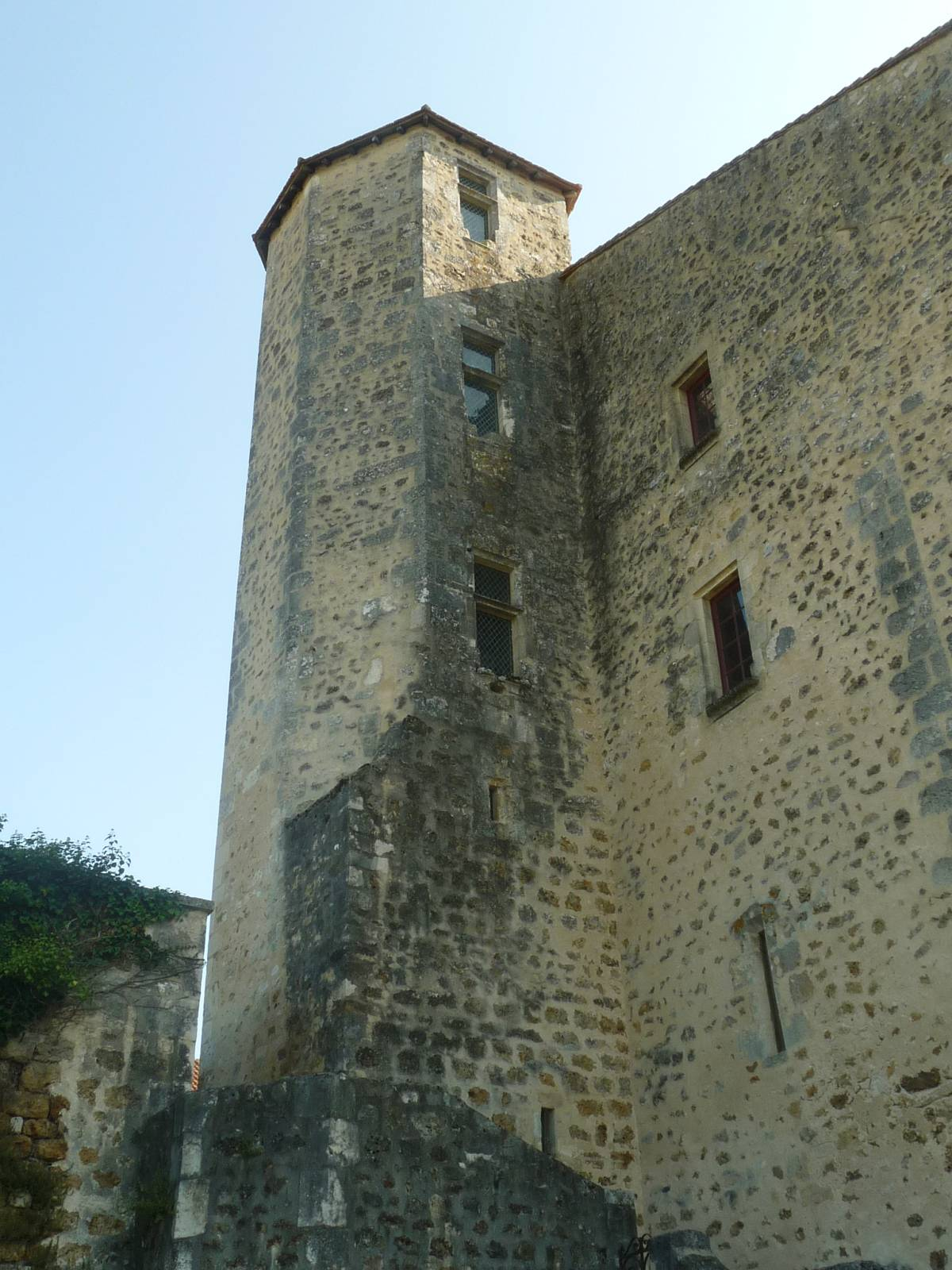
Le vieux château.

- La grotte de Fontéchevade, patrimoine du Paléolithique, a été classée monument historique le 6 septembre 1933[59].
- La grotte de Montgaudier a aussi été un lieu d'habitat préhistorique. Au même lieu-dit se trouve aussi la grotte de la Pierre de l'Âge, contenant des stalactites et os d'animaux[60].

- La Barbacane était jadis l’entrée principale de la ville fortifiée. La rampe de la Barbacane qui part du Vieux Château et descend jusqu’à la « basse Ville » a été réhabilitée en 2004.

Montbron compte plusieurs châteaux :
- Le château de Montbron (ou Vieux Château) que nous connaissons a été édifié au cours du XVe siècle, vers 1480, peu après la guerre de Cent Ans, sous l'autorité de Marguerite de Rohan, comtesse d'Angoulême. On remarque l'escalier à vis dans une tour polygonale. Il a été construit avec les pierres de l'ancienne forteresse féodale et intégré dans la cité entourée de remparts. Hormis deux cheminées peintes du XVIIe siècle qui sont classées, le reste du château est inscrit aux monuments historiques depuis 1985[61].
- Le château de Chabrot, construction élégante du XVe siècle modifiée au XVIIe siècle, est un logis avec tourelles et une galerie à deux niveaux sur une portion de la façade. Il est également inscrit depuis 1973[62].
- Le château de Ferrières, formé de trois ailes autour d'une cour ouverte, avait son entrée sous un pavillon carré[63]. Lui aussi est inscrit depuis 1973[64].
- Le château de Menet présente trois tourelles dont une au centre de sa façade semble-t-il du XVIe siècle[65]. Il est inscrit depuis 1983[66].
- Le château de Sainte-Catherine est composé d'un logis ancien encadré de deux pavillons couverts de tuiles plates plus décents[67]. C'est aujourd'hui un hôtel.
- Le château de Lavaud, en bordure de la Tardoire, est aujourd'hui aménagé en chambres d'hôtes.
- Le château de Marendat date du XVIIIe siècle[68].
- Le château de Montgaudier[3] surplombe la grotte éponyme.
- Deux moulins sont établis sur le territoire communal, le moulin de Menet et le moulin de Chabrot, datant du XIXe siècle, tous les deux alimentés par les eaux de la Tardoire.
- La mairie de Montbron occupe la maison du docteur Léon Rebière-Laborde, acquise en 1945. La mairie était avant cette date située dans le Vieux Château[34].

#### Patrimoine environnemental
La Réserve naturelle régionale de la Vallée de la Renaudie se trouve en partie sur le territoire de la commune.
Le GR 4 qui va de Royan à Grasse traverse la commune.

### Personnalités liées à la commune
- Louis Alexandre Céleste Toussaint Dubreuil-Hélion de La Guéronnière (1773-1822), député royaliste de la Charente sous la Restauration, est né à Montbron.
- Bertrand, dit Paul Lacombe (° 1833 – † 1903) - Né à Châlus, maire de Montbron, conseiller général puis sénateur de la Charente[69].
- François Fontanaud  est né le 10 décembre 1883 à Montbron. Ce soldat du 63e RI, 5e compagnie, a été fusillé pour l'exemple le 20 avril 1915 à Flirey, à la suite du refus collectif de sa compagnie de remonter à l'assaut, le 19 avril, de la crête de Mort-Mare (600 morts en trois jours). Il a été réhabilité en 1934 avec ses compagnons de malheur dont Félix Baudy. Les fusillés pour l'exemple de Flirey s'ajoutent à ceux de Vingré, Fontenoy, Fleury, Mouilly, Montauville… En quatre ans, 2 400 poilus auront été condamnés à mort dont 600 furent exécutés, les autres voyant leur peine commuée en travaux forcés.
- Alphonse Aulard (1849-1928), historien et homme de lettres, est né à Montbron.
- François Marvaud, professeur d'histoire et auteur, né à Montbron en 1801[70].
- Marie-Claire Restoux, double championne du monde de judo et championne olympique à Atlanta en 1996, sport qu'elle découvre à Montbron à l'âge de 10 ans.
- Michel Boutant, sénateur depuis 2008. Maire de Montbron de 1995 à 2004.
- Patrick Denaud, journaliste et écrivain. Membre des services secrets français (DGSE) de 1994 à 2002[71]. Il a été conseiller municipal de Montbron de 2002 à 2008.

### Héraldique
| Blason de Montbron | Blason  | Écartelé : au 1er et au 4e burelé d’argent et d’azur et au 2e et au 3e de gueules plain.                                           |
| Blason de Montbron | Détails | Selon d'Hozier, la ville porte de vair à un chef componné d'argent et de sinople. Le statut officiel du blason reste à déterminer. |